# Jungtschechen
Die Jungtschechen (Mladočeši), auch Freisinnige Nationalpartei (Národní strana svobodomyslná) genannt, waren eine tschechische nationalliberale Partei in der k.u.k. Monarchie. Sie spaltete sich 1874 von der Národní strana (Nationalpartei, „Alttschechen“) ab. In den 1890er-Jahren hatte sie eine dominante Position in der tschechischen Politik. Ab dem Beginn des 20. Jahrhunderts zerfiel sie dann in eine Vielzahl kleinerer Parteien und Gruppen.

## Entstehung

### Národní listy
Ein erstes wichtiges Ereignis, das zur Entstehung der Jungtschechischen Partei beitrug, war die Gründung der Zeitung Národní listy am 1. Januar 1861. Deren geistigen Väter waren František Palacký und František Ladislav Rieger und sie verfolgte das Ziel, das nationale und politische Bewusstsein der Tschechen zu schärfen. Zum Redakteur dieser Zeitung wurde Julius Grégr, der seinerzeit noch als Sprachrohr Palackýs und Riegers galt, später jedoch ein führendes Mitglied der Jungtschechischen Partei sein sollte.
Freilich kann man hierbei noch nicht von einem wirklichen ersten Auftreten der Jungtschechen sprechen, jedoch markiert das Erscheinen der Národní listy durchaus einen wichtigen Schritt auf dem Weg dahin. Denn in dieser Zeitung bündelten sich zum einen die Gedanken der nationalen Vordenker und sie diente somit auch immer wieder als Artikulationsorgan der Jungtschechen. Zum anderen trat mit Julius Grégr auch erstmals eine der Schlüsselfiguren für ihre Entstehung ins Licht der Öffentlichkeit.
So verwundert es nicht, dass 1863, als es zum Bruch zwischen Grégr und den führenden Alttschechen kam, Palacký und Rieger auch mit der Národní listy brachen und stattdessen eine spezifisch alttschechische Zeitung namens Národ ins Leben riefen. Auf diese Weise kam es schon vor der eigentlichen Entstehung der Jungtschechischen Partei zur Entstehung eines öffentlichen Sprachrohrs ihrer Politik. Der jungtschechische Teil innerhalb der Nationalpartei hatte somit bereits sein erstes eigenes Organ.

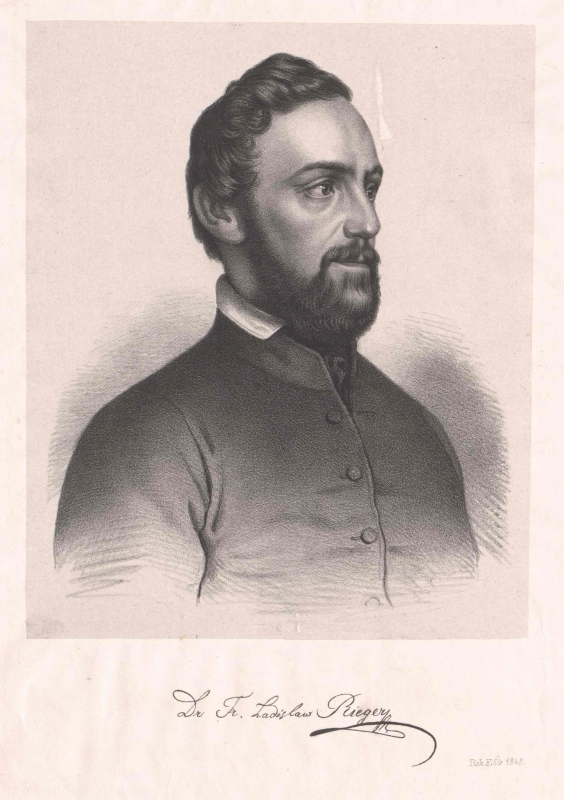
František Ladislav Rieger

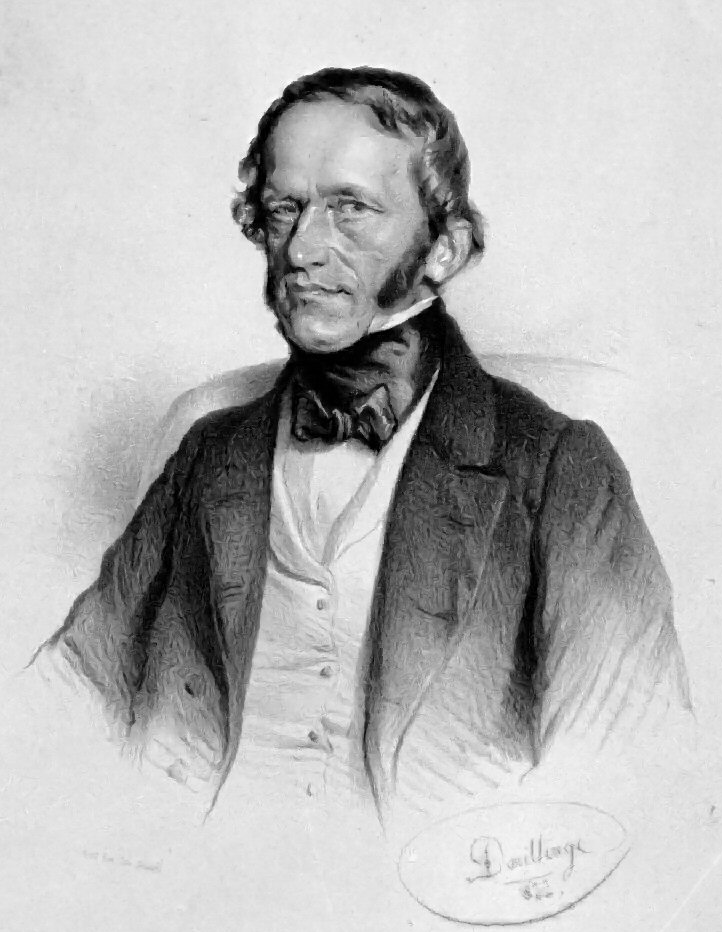
František Palacký

### Verhältnis zu den Großgrundbesitzern und die Staatsrechtsfrage
Der eigentliche Konflikt zwischen den verschiedenen Lagern innerhalb der Jungtschechen begann etwas später, noch im Jahre 1861. Denn damals ging die Nationalpartei ein Bündnis mit den adligen Großgrundbesitzern ein, um ihre Forderung nach dem böhmischen Staatsrecht besser durchsetzen zu können. Dieser politisch motivierte Schulterschluss widerstrebte den liberaleren Parteimitgliedern jedoch sehr. Zwar kam es zu diesem Zeitpunkt noch zu keinem wirklichen Riss, jedoch wurde das erste Mal eine deutliche Lagerbildung spürbar.
Das sollte sich jedoch 1863 ändern: Die beiden Lager entfernten sich immer weiter voneinander und Differenzen wurden immer deutlicher spürbar. So prägte auch die Prager Morgenpost im Juli 1863 erstmals die Bezeichnung Alttschechen und Jungtschechen zur Kennzeichnung dieser beiden Gruppierungen. Einen gewissen Bruch hatte es aber bereits im März gegeben, als sich die liberaler gesinnten Landtagsabgeordneten geweigert hatten, neuen Privilegien für Adel und Großgrundbesitzer zuzustimmen. Es wurde unter anderem ein Gesetz zu Fall gebracht, das diesen gewisse Selbstverwaltungsrechte garantieren sollte. Im April 1864 wurde das Gesetz von František Ladislav Rieger und  Jindřich Jaroslav Graf Clam-Martinic erneut in abgeschwächter Form eingebracht und dieses Mal trotz erneuten Widerstands beschlossen. Bereits 1863 hatten liberale wie Karel Sladkovský und Alois Pravoslav Trojan stattdessen eine Ausweitung des Wahlrechts gefordert, da die Großgrundbesitzer durch das bisherige 4-Klassen-System eindeutig überrepräsentiert waren, und sich damit in Opposition zu weiten Teilen ihrer Partei begeben.
Auch was die Staatsrechtsfrage betraf, vertrat das jungtschechische Lager einen anderen Standpunkt: Zwar unterstützte man das Staatsrechtsprogramm von Palacký und Rieger. Jedoch sah man das Ziel nicht darin, das Staatsrecht als eine Gabe Habsburgs aufgrund historischen und natürlichen Rechts zu erhalten.

### Auseinandersetzung in der Zentralisierungsfrage

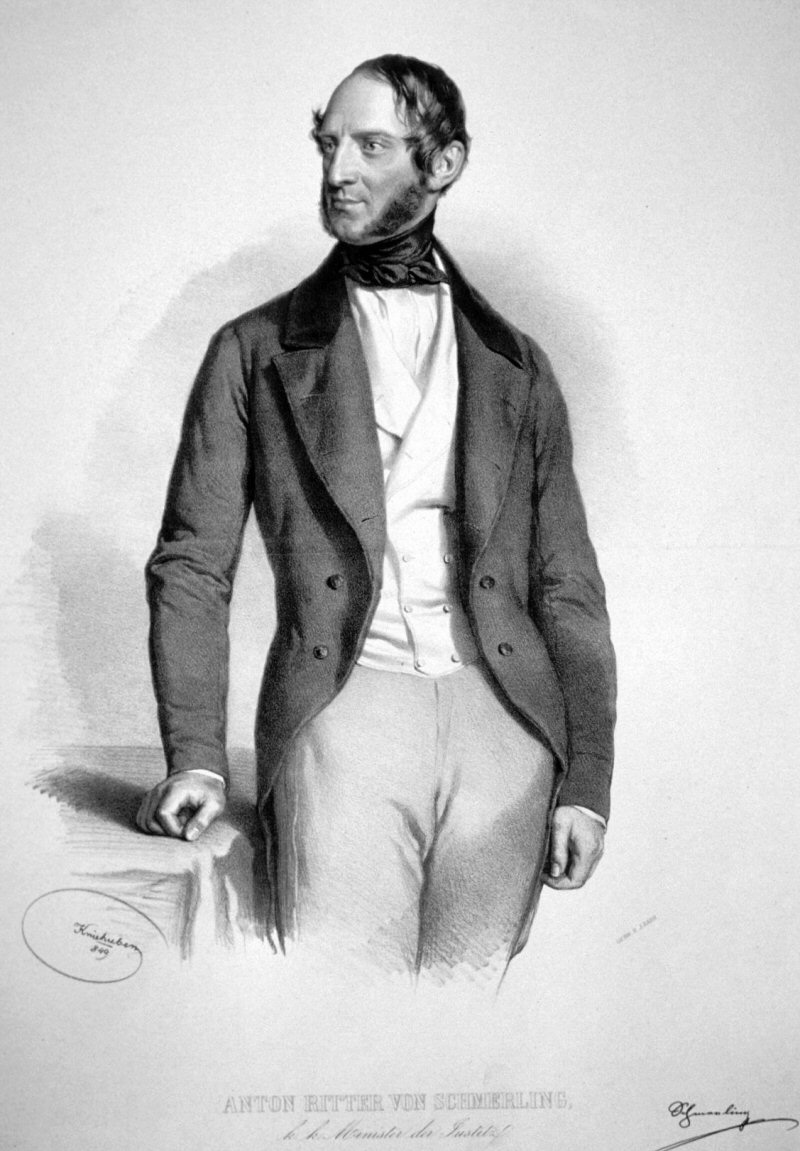
Anton Ritter von Schmerling

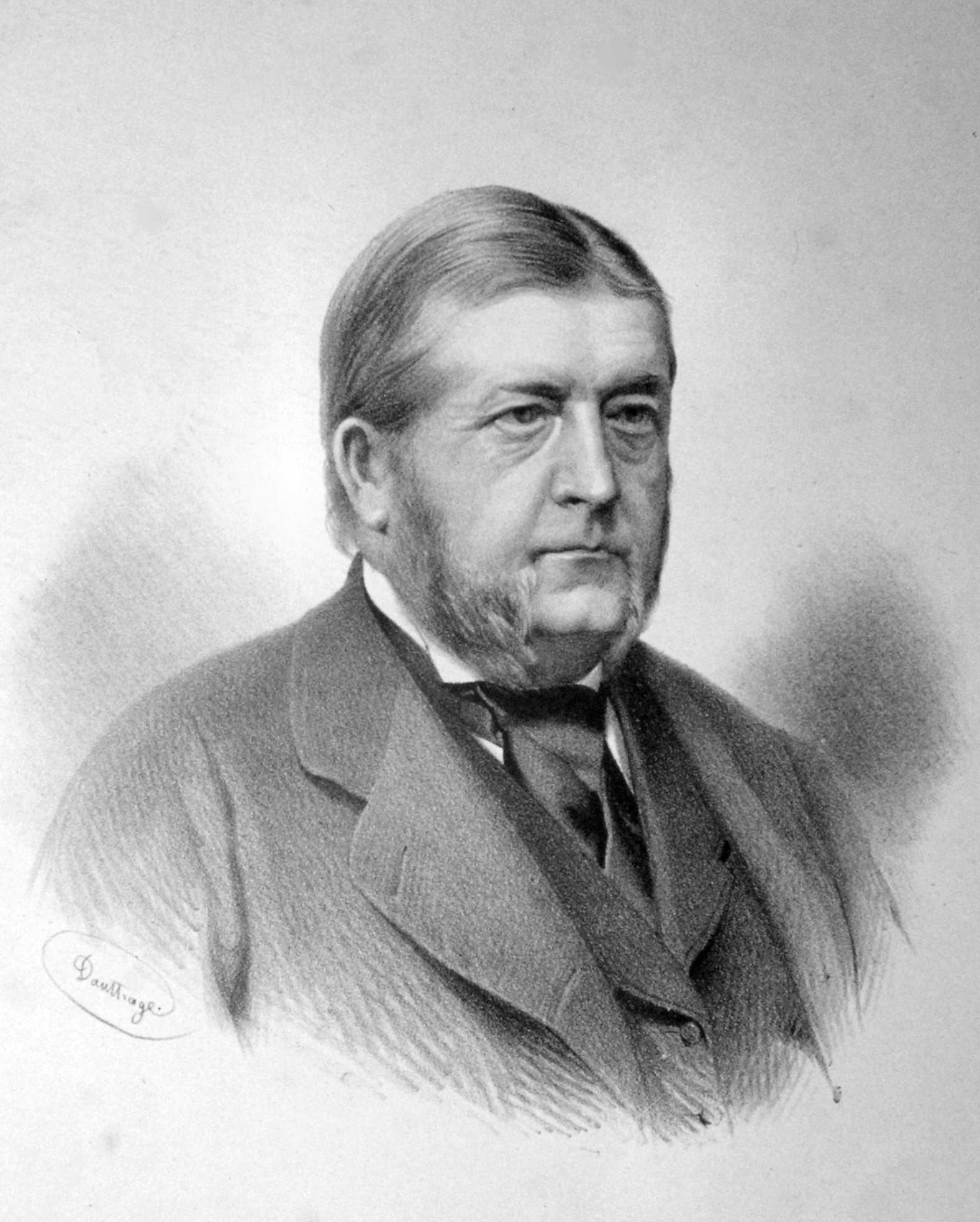
Adolf Carl Daniel Fürst von Auersperg

Die wohl wichtigste Streitfrage tat sich aber in einem anderen Gebiet auf. Bereits im April 1861 war es zu innerparteilichen Streitigkeiten gekommen. Auslöser waren die Bemühungen von Staatsminister Anton Ritter von Schmerling und Ministerpräsident Adolf Carl Daniel von Auersperg die Regierungsgewalt des Reiches zu zentralisieren. Hierbei stimmte der linke Parteiflügel mit der Mehrheit des Landtags gegen Riegers Antrag, dieser Politik durch einen Boykott des Reichstages zu begegnen.
Ähnliches wiederholte sich am 21. März 1863, als Rieger vorschlug, dass der böhmische Landtag keine Abgeordneten entsenden sollte, um sieben verwaiste Sitze im Reichsrat zu besetzen. Er begründete seinen Vorschlag damit, dass eine Entsendung zu dem verkleinerten Reichstag ohne ungarische Abgeordnete, den Dualismus fördern und somit dem Bestreben nach böhmischem Staatsrecht entgegen stünde. Diese Aussage untermauerte er, indem er ein Schreiben der 63 tschechischen Abgeordneten verlas, welche seine Ansicht teilten. Als dieser Vorschlag aber mit deutlicher Mehrheit abgelehnt wurde, forderte Rieger die tschechischen Reichstagsabgeordneten auf, aus ebendiesem Grund die künftigen Sitzungen zu boykottieren. Dieser Vorschlag wurde von der Nationalpartei mit einer hauchdünnen Mehrheit auch verabschiedet. Dieses Vorgehen war dem passiven Widerstand der ungarischen Abgeordneten 1861 nachempfunden. Jedoch war es nicht sonderlich erfolgreich, da Ministerpräsident Schmerling nach Verstreichen eines Ultimatums die Mandate der Boykottierenden einfach für nichtig erklärte und Neuwahlen für das kommende Jahr ausrief.
Wie das knappe Ergebnis der Abstimmung zeigt, hatte sich die Nationalpartei zu diesem Zeitpunkt bereits in zwei große Lager aufgespaltet. Die Uneinigkeit über das Vorgehen in diesem speziellen Fall vertiefte die Spaltung nur noch.

### Endgültiger Bruch mit der alttschechischen Fraktion
Am 31. März 1867 schlug František Ladislav Rieger erneut vor, keine Abgeordneten in den böhmischen Landtag zu entsenden, um gegen die Wahl der Ersten Kurie im Februar zu demonstrieren. Dieser Vorschlag wurde von den jungtschechischen Vertretern um die Gebrüder Grégr und Karel Sladkovský kategorisch abgelehnt. Allerdings war zu dieser Zeit die Parteidisziplin noch groß genug, dass die überstimmten Jungtschechen gemeinsam mit den anderen Abgeordneten ihrer Partei am 13. April eine Protestnote unterzeichneten und darauf aus dem Landtag abzogen. Auch stimmten sie am 22. August des Jahres 1868 der Staatsrechtserklärung und einem weiteren Boykott, der bis zum 30. August 1870 dauern sollte, zu. Jedoch war immer deutlicher zu spüren, dass die Jungtschechen eigentlich eine aktivere und liberalere Politik wünschten.
Ab Mai 1868 begannen die Jungtschechen schließlich die sogenannten tábory zu organisieren. Dabei handelte es sich um große unter freiem Himmel abgehaltene Demonstrationen, welche die Obrigkeit dazu bewegen sollten, das Staatsrechtsprogramm und die Forderung nach allgemeinem Männerwahlrecht zu unterstützen. Diese tábory erfreuten sich eines regen Zulaufs, was der jungtschechischen Bewegung einiges an Auftrieb gab. Die großen Massen, die sich hinter ihre Politik stellten, bestärkten ihre Meinung, dass eine Partei, die im Parlament eine aktive patriotische und liberale Politik betrieb, die Unterstützung der meisten Tschechen gewinnen könnte.
Das dadurch gewonnene Selbstvertrauen beschleunigte den Prozess der Abspaltung, welche faktisch am 15. September 1874 geschah, als die sieben jungtschechischen Abgeordneten um Alois Pravoslav Trojan und Edvard Grégr im Landtag erschienen, obwohl die Nationalpartei abermals einen Boykott ausgerufen hatte. Mit diesem Vorgehen folgten sie nur ihrer Meinung, dass Riegers Politik des passiven Widerstandes zu keinem konstruktiven Ergebnis führen könne. Außerdem machten sie die praktisch schon vollzogene Spaltung der  Národní strana offenbar, auch wenn sie noch nicht formal stattgefunden hatte.
Doch ließ nun auch dieser letzte Schritt nicht mehr lange auf sich warten. Die offizielle Gründung der Národní strana svobodomyslná erfolgte nur wenige Monate später, am 27. Dezember 1874.

## Aufbau und Anliegen der Jungtschechischen Partei

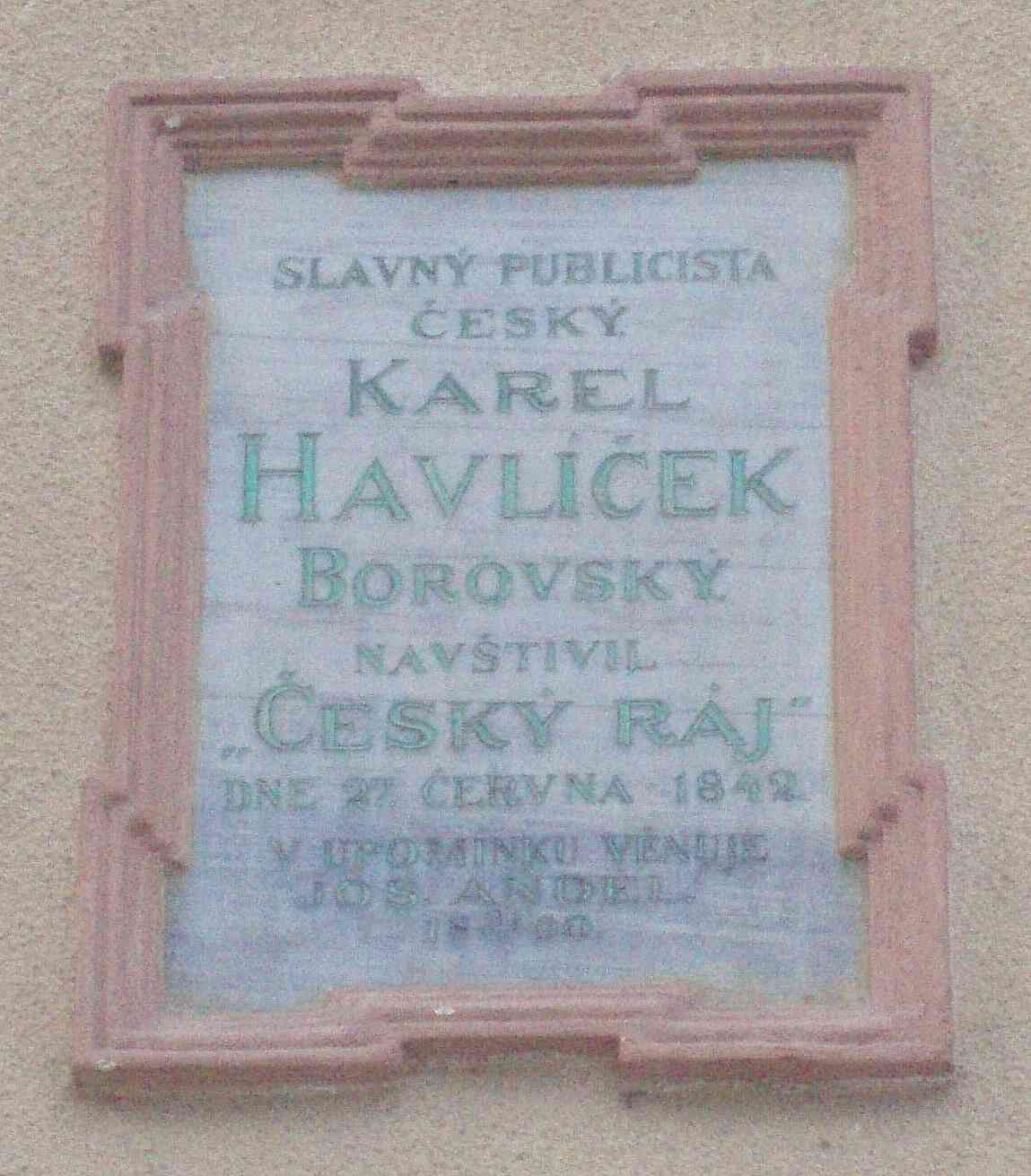
Gedenktafel für Havlíček in Sedmihorky

### Selbstbild
Die Jungtschechen sahen sich in der Tradition des Journalisten Karel Havlíček, der als patriotischer Märtyrer galt. Dieser war der „politische Erwecker“ der Tschechen, da er die Möglichkeiten der Presse und der repräsentativen Institutionen für das Erreichen der nationalen Autonomie einsetzte. Er stand dabei sowohl der Habsburger Monarchie als auch der autoritären Regierung in Russland sehr kritisch gegenüber und befürwortete daher eine auf gegenseitiger Hilfe beruhende Selbstständigkeit der slawischen Völker. Mit dieser Ansicht war er natürlich der österreichischen Obrigkeit ein Dorn im Auge und so schickte man den unliebsamen Geist ins Exil nach Brixen, wo er an der Schwindsucht erkrankte und dieser auch kurz darauf erlag.
Es gab einige gewichtige Gründe, die dafür sprachen, ausgerechnet Havlíček zum Leitbild der neugegründeten Partei zu küren: Zum einen wurde er von Tschechen aus allen gesellschaftlichen Schichten aufs höchste geschätzt und man hatte somit einen Mentor, der sich mit Palacký, dem „Urvater“ der Alttschechen, messen konnte. Zum anderen hatte er bereits etliche der wichtigsten Ziele der jungtschechischen Politik in seinem berühmten Stil formuliert und begründet. Darüber hinaus stand Havlíček in dieser Zeit der strengen staatlichen Pressezensur für freie und ehrliche Meinungsäußerung und stellte somit ein Idol für die jungtschechischen Journalisten dar.

### Programm
Das Programm der Jungtschechischen Partei wurde auf dem ersten Parteitag am 27. Dezember 1874 beschlossen und auf dem dritten Parteitag am 14. September 1879 nochmals ergänzt. Dieses Programm bildete fortan die Grundlage für alle zukünftigen Partei- und Wahlprogramme. Der erste Teil dieses Programms beschäftigte sich mit den langfristigen Zielen, wie der Aufklärung des tschechischen Volkes und der Verankerung demokratischer Institutionen in ihrer Gesellschaft. Der zweite Teil hingegen fasste noch einmal die Kritik am passiven Widerstand der Alttschechen zusammen und erklärte eine engere Kooperation der slawischen Völker zum Ziel.
Wirklich programmatisch ist jedoch der dritte Absatz. Denn dieser fordert einen autonomen tschechischen Staat innerhalb Österreich-Ungarns. Des Weiteren forderte das Programm, im Gegensatz zu dem der Alttschechen, das allgemeine Wahlrecht für den Landtag. Darüber hinaus verlangte es auch nach einer eigenen tschechischen Universität in Böhmen und einigen Verbesserungen im Schulsystem sowie eine Unterstützung des technischen Fortschritts und der wirtschaftlichen Entwicklung.
Insgesamt gesehen gab sich die Jungtschechische Partei also ein Programm, das sich deutlich von dem der Alttschechen abheben sollte. Zwar verfolgte man ähnliche Ziele, was das Staatsrecht betraf, jedoch gab es auch etliche Unterschiede, welche im Programm betont wurden. Man wollte sich deutlich von der alten Partei abheben und als Partei des Fortschritts präsentieren. Aus diesem Grund fügte man in allen Bereichen, vom Wahlrecht bis zur Wirtschaftspolitik, äußerst progressive Ziele in das Programm ein. Dennoch bestanden große Übereinstimmungen mit den Anliegen der Alttschechen, so dass man sagen kann, dass der größte Unterschied zwischen den beiden Parteien in der Frage der Methoden zur Durchsetzung des Programms bestand und weniger in seinen Inhalten.

### Zusammensetzung der Partei
Die Führungsebene der Jungtschechen rekrutierte sich im Prinzip aus sechs Gruppen: Die eine waren Revolutionäre von 1848 wie Karel Sladkovský. Eine andere wichtige Gruppe bestand aus radikalen Zeitungsredakteuren wie Julius Grégr. Diese beiden Gruppierungen hatten gemein, dass viele von ihnen aufgrund ihrer politischen Überzeugungen schon ernstlich unter der habsburgischen Obrigkeit gelitten hatten. Die dritte Gruppe wurde von Ärzten und Wissenschaftlern gebildet. Des Weiteren fanden sich auch viele gewählte Repräsentanten auf der Distriktebene und Vertreter patriotischer Agrarorganisationen sowie Prager Rechtsanwälte unter den führenden Köpfen der Partei. Gemeinsam war all diesen Gruppen ihre Grundeinstellung, welche durch Liberalismus, Nationalismus und Anti-Klerikalismus geprägt wurde und vor allem standen sie alle der Politik des passiven Widerstands, wie sie von Rieger propagiert wurde, mit größter Ablehnung gegenüber.

## Bedeutung in der tschechischen Politik

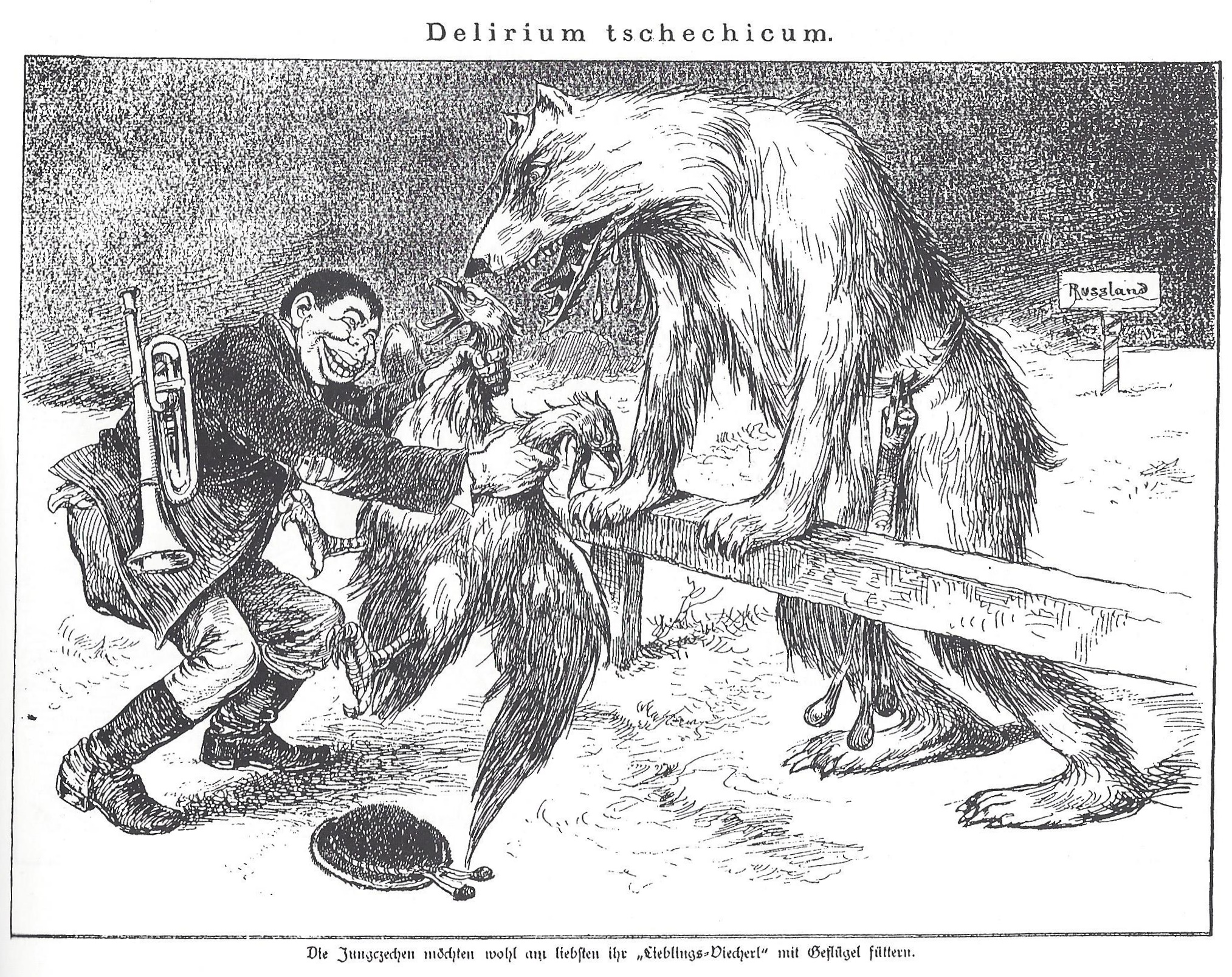
Wenzel bietet dem Russischen Bären den Habsburgischen Doppeladler zum Fraß (1894)

### Aufstieg
1879 machten die Jungtschechen mit radikalen Forderungen im Reichs- und Landtag erstmals auf sich aufmerksam. Zum einen forderten sie das allgemeine Wahlrecht und die Garantie der Bürgerrechte, wobei sie sich die Dritte Republik in Frankreich zum Vorbild nahmen, zum anderen verlangten sie die bedingungslose Unabhängigkeit der böhmischen Kronländer. Mit diesen Forderungen zogen sie sich natürlich den Unmut Kaiser Franz Josephs zu, jedoch gelang es ihnen die Alttschechen innerhalb kurzer Zeit als wichtigste politische Kraft im Lande zu überflügeln.
Die Anfänge waren jedoch noch eher bescheiden. So formten die Alt- und Jungtschechen im August 1879 noch gemeinsam einen „Staatsrechtsverein“, welcher sich im Oktober dieses Jahres gemeinsam mit einigen anderen Parteien der konservativen Regierung unter Eduard Graf Taaffe anschloss. Zweck dieses Bündnisses war es in erster Linie, ein Jahrzehnt der deutsch-liberalen Regierung zu beendet und die Jungtschechen schlossen sich als liberale Partei nur widerstrebend mit ihrem großteils konservativen und adeligen Bündnispartner zusammen. Daher stand dieser Zusammenschluss von Anfang an auf eher wackligen Beinen.
In die Zeit der frühen Regierung Taaffe fallen einige Sozial- und Arbeitsgesetze, wie das Fabrikinspektionsgesetz von 1883, Gesetze zur Regelung der Arbeitszeiten in den Jahren 1884 und 1885 und ein Gesetz zur Unfallversicherung im Jahre 1887. Außerdem kam es im Jahre 1880 zu einer Sprachenverordnung. Darin wurde Tschechisch auch in den deutschbesiedelten Gebieten Böhmens als Amtssprache anerkannt und somit eine wichtige Forderung der Jungtschechen umgesetzt. Dennoch kann man davon ausgehen, dass die Jungtschechen keineswegs zufrieden waren.
Schließlich zerbrach im Januar 1888 das wackelige Bündnis und die Jungtschechen bildeten von nun an wieder ihre eigene Fraktion im Reichsrat. Die Folge war ein harter Schlagabtausch mit den Alttschechen, aus dem jedoch die Jungtschechen eindeutig als Sieger hervorgingen, wie die nächsten Wahlen belegen sollten. So gewannen die Jungtschechen im Juli 1889 gemeinsam mit ihrem neuen Bündnispartner, der Bauernunion, 30 von 39 Sitzen in der vierten Kurie.
Taaffe versuchte daraufhin, die ihn unterstützenden Parteien zu stärken, und versammelte daher am 4. Januar 1890 die Alttschechen, die Deutsch-Liberalen und zwei der Landbesitzerparteien in Wien, um ein Abkommen über die Fragen der böhmischen Nationalität und des Sprachgebrauchs in Böhmen zu erzielen. Die Alttschechen nahmen daran teil, in der Hoffnung durch einen Erfolg dieser Verhandlungen ihren Stimmenschwund zu Gunsten der Jungtschechen aufhalten zu können. Man erreichte bis zum 19. Januar eine Teilung der meisten Einrichtungen, wie etwa Schulen und Gerichte, nach Nationalität. Auch der böhmische Landtag sollte in zwei Kammern aufgeteilt werden, von denen jede ein Vetorecht besaß. Dies hätte der deutschen Minderheit erlaubt, weiterhin großen Einfluss zu nehmen und auch die Großgrundbesitzer hätten weiterhin eine bedeutende Position innegehabt.
Jedoch sollte sich dieser Schachzug Taaffes als nicht erfolgreich entpuppen. Die Tatsache, dass er die Jungtschechen bei den Verhandlungen von vorneherein ausgeschlossen hatte, brachte diese natürlich gegen das Abkommen auf und spielte ihnen auch propagandistisch in die Hände. Viele jungtschechische Journalisten und Redakteure, allen voran Gustav Eim und Julius Grégr, kritisierten das Ergebnis der Verhandlungen als einen nur spärlich verkleideten Entwurf, die politischen Privilegien der deutschen Minderheit zu stärken und die Tschechen daran zu hindern, einen ihrem Bevölkerungsanteil in Böhmen entsprechenden Einfluss zu erlangen.

### Blütezeit
Am Anfang dieser stand ein grandioser Wahlerfolg der Jungtschechen im März des Jahres 1891 und sie nutzten ihre neugewonnene Macht, um die Autorisierung des Ausgleichsabkommens von 1890 im Parlament zu vereiteln. Hierbei gelang es ihnen sogar, einen Großteil der alttschechischen Abgeordneten auf ihre Seite zu ziehen, zum einen da diese dadurch tschechische Einrichtungen in überwiegend deutsch besiedelten Gebieten gefährdet sahen, zum anderen weil sie einen weiteren Stimmenverlust im Falle einer Zustimmung befürchteten. Da der Statthalter Franz Graf von Thun, welcher politisch den konservativen Großgrundbesitzern zuzurechnen ist, im Falle einer Neuwahl einen weiteren Vormarsch der Jungtschechen befürchtete, wagte er es jedoch nicht, den Landtag aufzulösen.
Jedoch kam es in der Folgezeit vermehrt zu repressiven Maßnahmen gegen die tschechische progressiv-sozialistische Bewegung und auch gegen die Jungtschechen und ihr Parteiorgan, die Národní listy. So war es aufgrund der sogenannten Omladina-Verschwörung zur Verhaftung etlicher Angehöriger der tschechischen Jugendbewegung und auch einiger Zeitungsherausgeber gekommen. Verantwortlich für diese Massenverhaftungen waren in erster Linie anonyme Briefe und Polizeispitzel.
Am 8. Oktober 1893 versammelten sich Abgeordnete der Jungtschechen in Nymburk, um die Partei wieder auf einen einheitlichen Kurs zu bringen. Denn etliche Vertreter des radikaleren Flügels, wie Edvard Grégr, wünschten ein entschlossenes Vorgehen gegen diesen staatlichen Repressionskurs. Die gemäßigtere Mehrheit um Emanuel Engel hingegen, wollte diesen radikalen Flügel zurückhalten, aber in der Partei behalten, wohl vor allem, weil ein Bruch mit Parteiikonen wie den Grégr-Brüdern auch einen Verlust vieler Wähler bedeutet hätte. Eine dritte Gruppe um Karel Kramář wiederum hätte gar eine Trennung vom radikalen Flügel bevorzugt.
Am Ende der konfliktreichen Verhandlungen stand eine Resolution, die sich eindeutig zum Wahlprogramm von 1889 und 1891 bekannte und acht weitere Kernpunkte festlegte: Man sah sich eindeutig in Opposition zur aktuellen Regierung. Weiterhin wurde das Staatsrecht der böhmischen Länder und eine Reform des Wahlgesetzes gefordert. Man wollte zudem einheitliche Aussagerichtlinien für alle Abgeordneten, Journalisten und Mitglieder der Partei. Es sollte eine nationale Widerstandsbewegung auch außerhalb des Parlaments gebildet werden. Die Parlamentsfraktion sollte die Befugnis erhalten, auch unpolitische Vorschläge der Regierung abzulehnen, falls diese dazu angelegt waren das bisherige System zu stärken. Diese Richtlinie sollte auch in parlamentarischen Komitees gelten. Die Inhalte von Diskussionen in parteiinternen Vereinigungen sollten geheim gehalten werden und schließlich einigte man sich noch, alle Formen der tschechischen Selbstverwaltung zu verteidigen.
Alles in allem stellte dieses Programm eine klare Niederlage für den radikalen Parteiflügel dar und dieser sollte sich auch nicht mehr von diesem Schlag erholen. Zwar verblieben die führenden Radikalen allesamt in der Partei, doch konnten sie ihre Forderung gegen eine neue Politikergeneration um Karel Kramář nicht mehr durchsetzen. Erschwerend kam hinzu, dass in der Folgezeit etliche der radikalen Vordenker verstarben. So musste sich auch Julius Grégr im Frühling 1894 aus gesundheitlichen Gründen von der aktiven Politik zurückziehen und segnete im Jahre 1896 das Zeitliche.
Die Jungtschechen hingegen verblieben eine eher gemäßigte Oppositionspartei, bis sie 1897 unter Kasimir Graf Badeni erneut in die Regierung eintraten. Dabei war es im Vorfeld der Reichsratswahlen von 1897 zu einer Annäherung zwischen dem konservativen Badeni und den ihm anfangs eher skeptisch gegenüberstehenden Jungtschechen gekommen. Dies hatte erfordert, dass sich die Jungtschechen abermals mit den Großgrundbesitzern arrangierten, im Gegenzug hatte Badeni auch nicht-deutschen Parlamentsreden Immunität vor gesetzlicher Verfolgung gewährt. Unter Führung von Badenis persönlichem Freund Gustav Eim war es darauf Anfang 1896 erstmals zu Sondierungsgesprächen gekommen. Zwar konnte der radikale Flügel nicht von einer Zusammenarbeit überzeugt werden, es fand sich jedoch dennoch eine deutliche parteiinterne Mehrheit, unter der Voraussetzung, dass die Tschechen in allen Bereichen des öffentlichen Lebens in Cisleithanien gleichberechtigt werden sollten.
Im Dezember 1897 legte Badeni dem Reichsrat eine Verordnung zur Abstimmung vor, nach welcher Tschechisch und Deutsch als Amtssprache in Böhmen und Mähren mit Ausnahme des Steuerwesens gleichberechtigt werden sollten. Dieses blieb nämlich auf kaiserliches Geheiß weiterhin einheitlich deutsch. Daher fand eine Kooperation mit Badeni trotz Gustav Eims Ableben im Januar 1897 im März desselben Jahres eine Mehrheit in der Jungtschechischen Partei. Nach schwierigen Verhandlungen mit Abgesandten der deutschen Regierungsparteien erfolgte schließlich der Eintritt in die Koalition. Dafür mussten sie jedoch den Kompromiss eingehen, dass Deutsch weiterhin die „innerste Dienstsprache“ blieb, d. h. jede Kommunikation mit der Zentralverwaltung in Wien musste weiterhin in deutscher Sprache erfolgen.
Wie deutlich zu sehen ist, zwang die Beteiligung an der Regierung die Jungtschechen einige Kompromisse einzugehen. Zusammen mit dem zunehmenden Verlust des radikalen Flügels bedeutete das auch den Verlust eines scharfen Parteiprofils. Man war in vielen Belangen einfach gebunden und musste daher die eigenen Forderungen gemäßigt halten. Natürlich riskierte man dadurch auch den Verlust einiger Stammwähler und in der Tat sollte der Eintritt in die Badeni-Regierung einen deutlichen Wendepunkt in der Parteigeschichte markieren, denn dieser leitet das Ende des rasanten Aufstiegs ein.

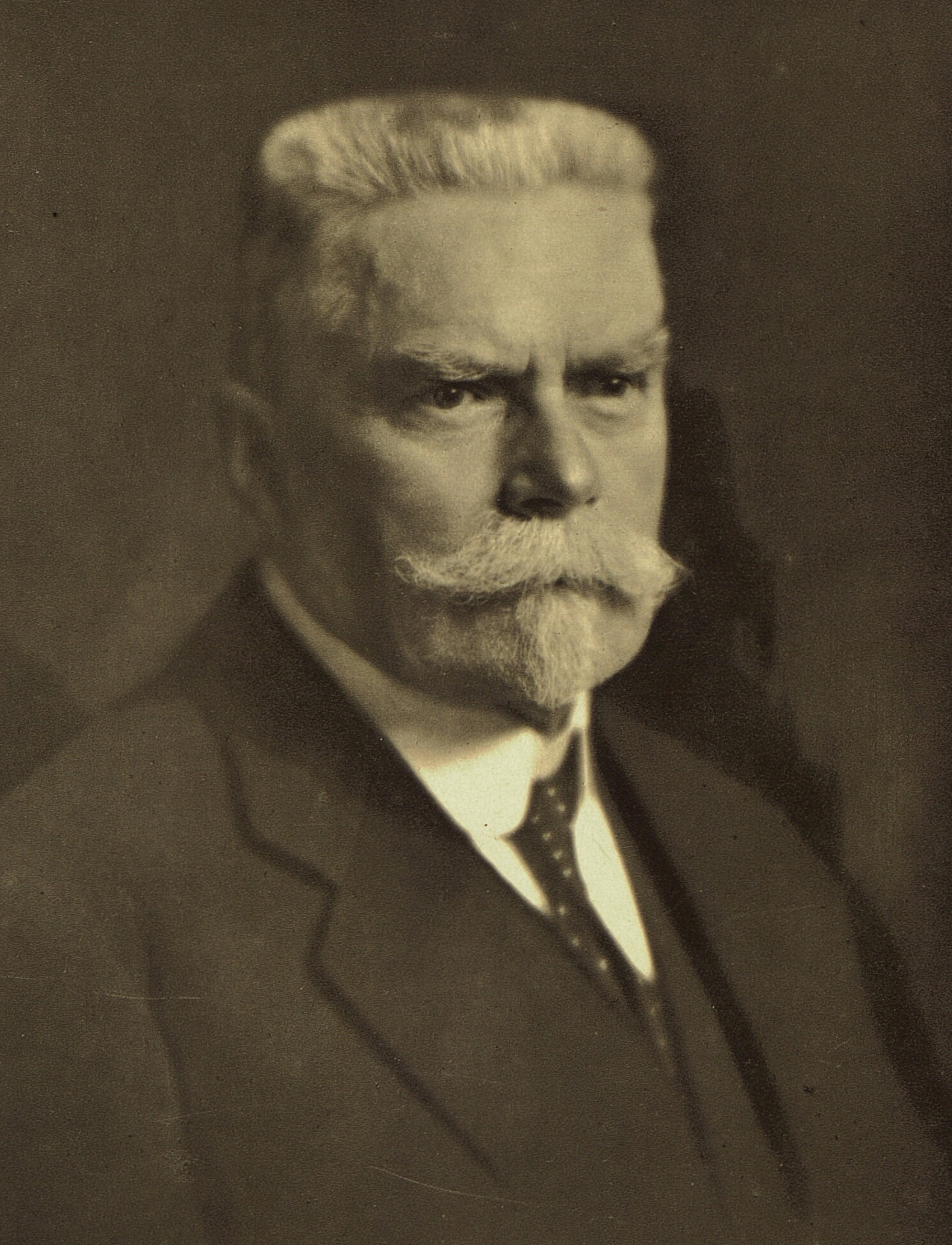
Karel Kramář

### Niedergang
Anfang des 20. Jahrhunderts begannen die Jungtschechen immer mehr ihre politische Führungsrolle einzubüßen. Verantwortlich dafür war in erster Linie das Aufkommen neuer politischer Strömungen, die ihre Wähler aus den gleichen Bevölkerungsschichten rekrutierten und den Jungtschechen somit einen Teil ihres Zulaufs abgruben.
Eine dieser sich immer stärker abgrenzenden Bewegungen war die der Arbeiterschaft. So band die Tschechische Sozialdemokratische Arbeiterpartei immer größere Teile der unteren Bevölkerungsschichten an sich und entzog den Jungtschechen einen Großteil ihrer kleinbürgerlichen Klientel. Schließlich entstanden auch noch einige gemäßigte Parteien, die mit dem Liberalismus unzufrieden, ihre eigene Politik verfolgten und auch die Agrarier manifestierten sich immer deutlicher als eigene politische Strömung und reiften vor allem in den ländlichen Regionen zu einer beachtlichen konkurrierenden Kraft heran. Diese sollten sich schon bald als der größte Konkurrent der Jungtschechen innerhalb Böhmens herausstellen.
Es gab jedoch noch weitere Konkurrenz: 1894 konzipierte Rudolf Horský eine christlich-soziale Partei, die ab 1904 auch aktiv ins politische Geschehen eingriff. Nach der Wahlrechtsreform von 1907 gelang es den christlichen Kräften immer besser, den nationalen Parteien in Tschechien entgegenzutreten. Diese übernahmen nationale Ziele in ihr Programm und konnten vor allem auf dem Land Massenorganisationen schaffen. Auf diese Weise banden sie große Teile der bäuerlich-kleinbürgerlichen Wählerschaft an sich.
Durch diese Entwicklung wurden jedoch nicht nur die alteingesessenen Parteien geschwächt, sondern auch die staatsrechtlichen Bestrebungen der Tschechen. Denn durch die Zersplitterung der tschechischen Parteienlandschaft war es für die tschechischen Abgeordneten im Reichsrat kaum noch möglich in diesen Belangen einheitlich vorzugehen. Schließlich zog sich die Arbeiterpartei ganz aus der durch die nationale Frage vereinten Front zurück, da man sich von den Arbeiterparteien der anderen Länder mehr Unterstützung im Kampf um soziale Anliegen erhoffte als bei den bürgerlich dominierten nationalen Parteien. Dadurch geriet auch die Staatsrechtsfrage und damit ein wichtiges Anliegen der Jungtschechen aus dem Blickfeld.
Dieser Rückgang machte sich auch in der Sitzverteilung des böhmischen Landtages bemerkbar. Bereits bei der Wahl 1901 fielen sie von 90 auf 66 Sitze, jedoch blieben sie damit weiterhin die stärkste Partei. Bei der Wahl des Jahres 1908 jedoch erlitten sie erneute Verluste und kamen nur noch auf 38. Damit fielen sie hinter die Agrarpartei zurück und waren damit das erste Mal seit 17 Jahren nicht mehr die stärkste Kraft im böhmischen Landtag.
Es ist festzustellen, dass die Jungtschechen mit Beginn des 20. Jahrhunderts ihre Vormachtstellung bald verloren. Sie wurden von einer Massenpartei, die ganze Bevölkerungsteile bewegen konnte, zu einer Randgruppe, die nur noch das Interesse gewisser bourgeoiser Kreise erweckte. Die Jungtschechen konnten sich nicht wie die in Konkurrenz stehenden Parteien über identitätsstiftende Gemeinsamkeiten definieren und waren mit ihren eher abstrakten Anliegen für viele Leute auch weniger interessant. Sie wurden schlicht von spezialisierteren, auf die Anliegen ihrer Wähler konkreteren Parteien verdrängt.
Obwohl die Jungtschechische Partei in der Zeit von der Jahrhundertwende an zunehmend der Bedeutungslosigkeit anheimfiel, trat in eben jener Periode vor dem Ersten Weltkrieg erstmals eine wirkliche politische Führungsfigur in dieser Partei auf: Karel Kramář. Dieser wurde zumindest im Westen Europas als die zentrale Gestalt der tschechischen Politik wahrgenommen, ähnlich wie einige Jahre zuvor Palacký und Rieger. Auf diese Weise erfüllten die Jungtschechen, zumindest in den Augen ihrer westlichen Nachbarn, immer noch eine wichtige Funktion, auch wenn sie im Lande ihre Ansprüche schon nicht mehr verwirklichen konnten.